# Festival Eurovisão da Dança 2007
O Festival Eurovisão da Dança 2007 foi a edição inaugural do Festival Eurovisão da Dança, uma coprodução de competição de dança entre a União Europeia de Radiodifusão (EBU) e a emissora anfitriã BBC. A primeira competição pan-europeia de dança foi realizada em 1 de setembro de 2007 em Londres, Reino Unido, com a participação de 16 países.
Os telespectadores votaram por telefone e mensagem de texto SMS nas duas danças de cada casal - a primeira sendo de salão ou latina e a segunda freestyle, com sabor "nacional". Casais de dança profissionais foram autorizados a participar da competição. Os comediantes Graham Norton e Claudia Winkleman apresentaram o concurso de 2007 do BBC Television Centre em Londres. Enrique Iglesias executou um medley de "Tired of Being Sorry" e "Do You Know? (The Ping Pong Song)" durante o intervalo.
Os primeiros vencedores do concurso foram Katja Koukkula e Jussi Väänänen da Finlândia, que receberam um total de 132 pontos. O 2º lugar foi para a Ucrânia, o 3º para a Irlanda, o 4º para a Polónia e o 5º lugar para a Áustria, após empate com Portugal, que também somou 74 pontos.

## Localização

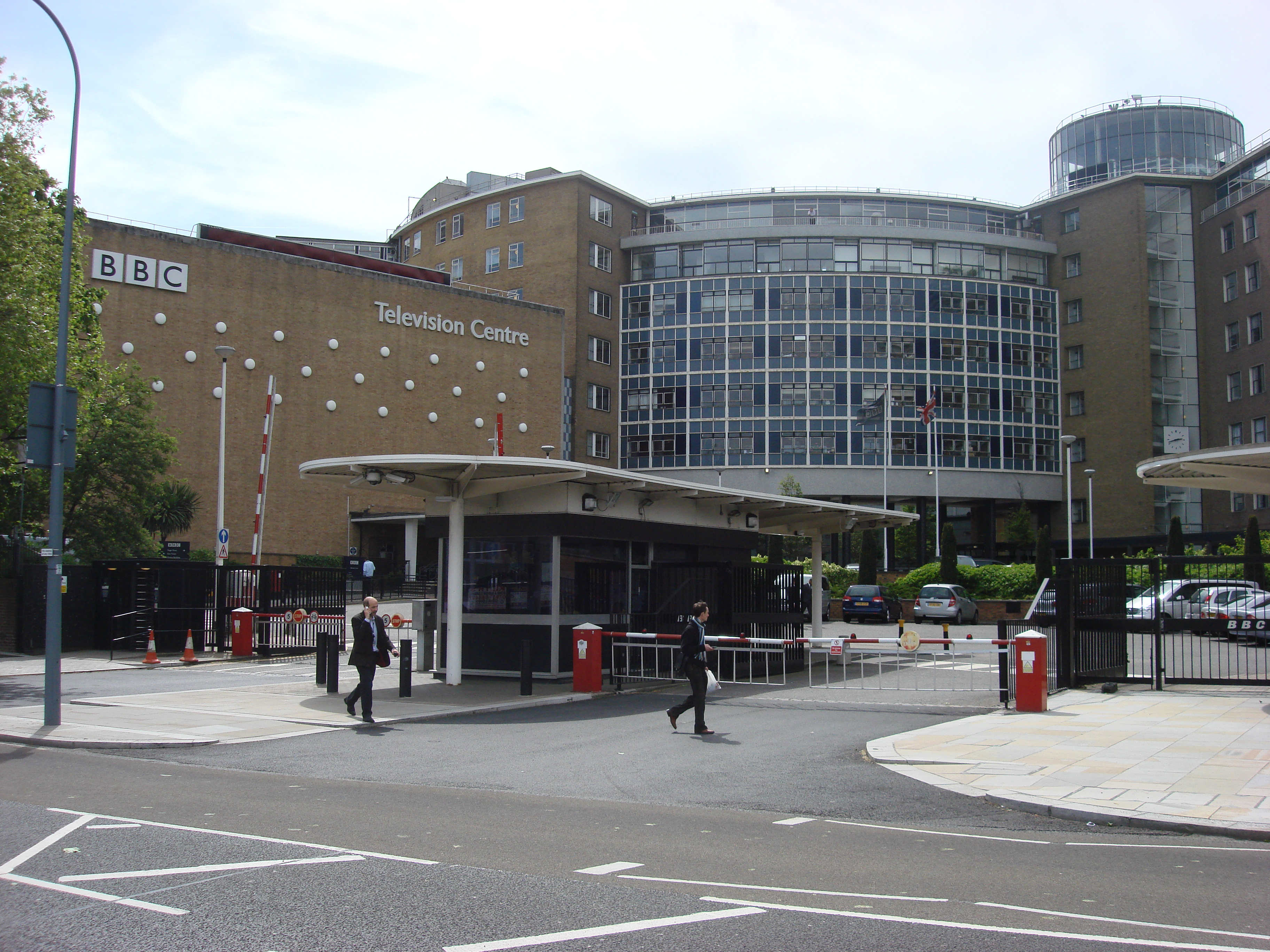
BBC Television Centre, Londres - sede do concurso de 2007.

Juntamente com o anúncio como emissora anfitriã, a cidade-sede, o local e os apresentadores do concurso foram anunciados pela BBC em 13 de abril de 2007.
O local anfitrião foi o BBC Television Centre, White City, Londres, inaugurado em 1960. É uma das instalações mais facilmente reconhecíveis do seu tipo, tendo aparecido como pano de fundo para muitos programas da BBC. Continuou a ser uma das maiores instalações desse tipo no mundo até ser fechada em março de 2013. Em setembro de 2017, a BBC Studioworks reabriu os três estúdios do Television Centre, juntamente com uma série de instalações de pós-produção e áreas auxiliares..
O Centro de Televisão acolheu anteriormente o Festival Eurovisão da Canção de 1963, depois de a França, que venceu no ano anterior, se ter recusado a acolhe-lo devido a deficiências financeiras, tendo também organizado a competição em 1959 e 1961. A última vez que o Reino Unido sediou uma Eurovisão foi o Festival Eurovisão de Jovens Dançarinos 2001, que também foi realizado em Londres.

## Formato

### Emissora anfitriã
O concurso foi organizado pela BBC e foi uma coprodução da Splash Media – dirigida pelos desenvolvedores de seu formato de sucesso Strictly Come Dancing – e da produtora esportiva Sunset + Vine – com a ajuda da International DanceSport Federation e em associação com o União Europeia de Radiodifusão.
O concurso foi transmitido em inglês e francês, embora a França não tenha participado. Cada emissora também teve a opção de disponibilizar seus próprios comentaristas no evento.

### Visual design
O logotipo do Concurso de 2007 apresenta a palavra Eurovisão escrita da mesma forma que nos logotipos do Festival Eurovisão da Canção, sem o coração, mas incluindo a silhueta de um casal dançando em frente a uma estrela que contém a bandeira do país anfitrião, o Reino Unido.

### Ordem de atuação
A ordem de atuação dos 16 participantes foi anunciada em 6 de agosto de 2007 e determinada em duas etapas. Na primeira rodada, os países participantes foram agrupados, sob supervisão de um auditor. Na segunda rodada, os produtores do concurso determinaram a ordem final dos grupos sorteados para garantir variedade no show ao vivo.

### Ato de intervalo

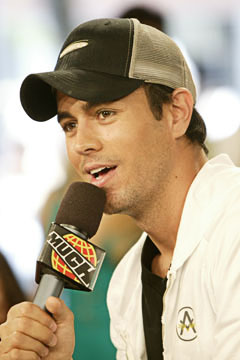
Enrique Iglesias atuou no intervalo

O cantor Enrique Iglesias, filho do participante espanhol do Eurovisão em 1970, Julio Iglesias, apresentou um medley de "Tired of Being Sorry" e "Do You Know? (The Ping Pong Song)" como ato de intervalo. A performance foi pré-gravada antes do show ao vivo.

## Participantes
Em 18 de Janeiro de 2007, a EBU anunciou oficialmente a criação deste novo concurso de dança. Na altura, catorze países já tinham manifestado interesse em participar, tendo ocorrido um encontro de produção na véspera, em Londres. Em 13 de abril, a BBC News Online informou incorretamente que treze países competiriam no próximo concurso inaugural naquele outono; sendo eles Áustria, Dinamarca, Finlândia, Alemanha, Irlanda, Holanda, Portugal, Rússia, Espanha, Suécia, Suíça, Ucrânia e Reino Unido. Grécia, Lituânia e Polónia não foram incluídas na lista, apesar de terem sido confirmadas como participantes. A emissora croata HRT foi um dos 14 países que inicialmente manifestaram interesse em participar (ao lado da Ucrânia), mas desistiu devido a custos e problemas de agendamento.[carece de fontes?]
Devido aos incêndios florestais na Grécia, a emissora nacional grega ERT não transmitiu o programa ao vivo e, portanto, utilizou um júri de apoio em vez de televoto.
A Áustria e Portugal terminaram ambos com o mesmo número de pontos, no entanto, a Áustria recebeu pontos de todas as outras nações participantes, recebendo assim pontos de mais países do que Portugal, pelo que a Áustria ficou em 5º lugar.
| #  | País          | Dançarinos                                      | Estilos de dança | Estilos de dança                  | Lugar | Pontos |
| #  | País          | Dançarinos                                      | Dança 1          | Dança 2                           | Lugar | Pontos |
| -- | ------------- | ----------------------------------------------- | ---------------- | --------------------------------- | ----- | ------ |
| 01 | Suíça         | Denise Biellmann and Sven Ninnemann             | Paso Doble       | Swing                             | 16    | 0      |
| 02 | Rússia        | Mariya Sittel and Vladislav Borodinov           | Rumba            | Paso Doble                        | 7     | 72     |
| 03 | Países Baixos | Alexandra Matteman and Redmond Valk             | Cha-Cha-Cha      | Rumba                             | 12    | 34     |
| 04 | Reino Unido   | Camilla Dallerup and Brendan Cole               | Rumba            | Freestyle                         | 15    | 18     |
| 05 | Áustria       | Kelly and Andy Kainz                            | Jive             | Paso Doble                        | 5     | 74     |
| 06 | Alemanha      | Wolke Hegenbarth and Oliver Seefeldt            | Samba dance      | Freestyle                         | 8     | 59     |
| 07 | Grécia        | Ourania Kolliou and Spiros Pavlidis             | Jive             | Sirtaki                           | 13    | 31     |
| 08 | Lituânia      | Gabrielė Valiukaitė and Gintaras Svistunavičius | Paso Doble       | Traditional Lithuanian Folk Dance | 11    | 35     |
| 09 | Espanha       | Amagoya Benlloch and Abraham Martinez           | Cha-Cha-Cha      | Paso Doble                        | 10    | 38     |
| 10 | Irlanda       | Nicola Byrne and Mick Donegan                   | Jive             | Fandango                          | 3     | 95     |
| 11 | Polónia       | Katarzyna Cichopek and Marcin Hakiel            | Cha-Cha-Cha      | Showdance                         | 4     | 84     |
| 12 | Dinamarca     | Mette Skou Elkjær and David Jørgensen           | Rumba            | Showdance                         | 9     | 38     |
| 13 | Portugal      | Sónia Araújo and Ricardo Silva                  | Jive             | Tango                             | 6     | 74     |
| 14 | Ucrânia       | Yulia Okropiridze and Illya Sydorenko           | Quickstep        | Showdance                         | 2     | 121    |
| 15 | Suécia        | Cecilia Ehrling and Martin Lidberg              | Paso Doble       | Disco Fusion                      | 14    | 23     |
| 16 | Finlândia     | Katja Koukkula and Jussi Väänänen               | Rumba            | Paso Doble                        | 1     | 132    |

## Votação
Os seguintes 16 países participaram e receberam as pontuações mostradas abaixo.
|                     |                      | Votações |               |             |         |          |        |          |         |                      |         |           |          |         |        |           |    |    |
| Júri                | Suíça                | Rússia   | Países Baixos | Reino Unido | Áustria | Alemanha | Grécia | Lituânia | Espanha | República da Irlanda | Polónia | Dinamarca | Portugal | Ucrânia | Suécia | Finlândia |    |    |
| Países Concorrentes | Suíça                | 0        |               |             |         |          |        |          |         |                      |         |           |          |         |        |           |    |    |
| Países Concorrentes | Rússia               | 72       |               |             | 3       | 10       | 3      | 7        |         | 6                    | 4       | 5         | 4        |         | 8      | 12        |    | 10 |
| Países Concorrentes | Países Baixos        | 34       | 5             |             |         |          | 7      | 2        | 12      |                      |         | 2         | 3        |         |        |           |    | 3  |
| Países Concorrentes | Reino Unido          | 18       |               |             |         |          |        |          | 3       | 5                    |         | 7         |          | 3       |        |           |    |    |
| Países Concorrentes | Áustria              | 74       | 7             | 3           | 5       | 2        |        | 10       | 2       | 3                    | 3       | 4         | 6        | 8       | 5      | 5         | 4  | 7  |
| Países Concorrentes | Alemanha             | 59       | 10            | 5           | 6       |          | 10     |          |         |                      | 7       |           | 5        | 7       | 6      | 1         | 2  |    |
| Países Concorrentes | Grécia               | 31       | 2             | 4           | 1       | 5        | 4      | 5        |         | 4                    |         |           | 2        | 1       | 2      |           | 1  |    |
| Países Concorrentes | Lituânia             | 35       |               | 1           |         | 6        |        |          | 4       |                      |         | 12        | 1        |         | 1      | 6         | 3  | 1  |
| Países Concorrentes | Espanha              | 38       | 6             | 2           | 2       |          |        |          | 7       |                      |         |           |          |         | 12     | 4         |    | 5  |
| Países Concorrentes | República da Irlanda | 95       | 1             | 10          | 7       | 8        | 6      | 3        | 1       | 8                    | 5       |           | 10       | 12      | 3      | 8         | 7  | 6  |
| Países Concorrentes | Polónia              | 84       | 4             | 8           | 4       | 7        | 8      | 12       |         | 1                    | 6       | 10        |          | 4       |        | 10        | 10 |    |
| Países Concorrentes | Dinamarca            | 38       |               |             |         |          | 1      | 1        | 6       | 7                    | 2       | 3         |          |         | 4      | 2         | 8  | 4  |
| Países Concorrentes | Portugal             | 74       | 12            | 6           | 8       | 3        | 2      | 8        | 8       | 2                    | 12      |           |          | 2       |        | 3         | 6  | 2  |
| Países Concorrentes | Ucrânia              | 121      | 3             | 12          | 10      | 12       | 5      | 6        | 5       | 12                   | 8       | 6         | 12       | 6       | 7      |           | 5  | 12 |
| Países Concorrentes | Suécia               | 23       |               |             |         | 1        |        |          |         |                      | 1       | 1         | 7        | 5       |        |           |    | 8  |
| Países Concorrentes | Finlândia            | 132      | 8             | 7           | 12      | 4        | 12     | 4        | 10      | 10                   | 10      | 8         | 8        | 10      | 10     | 7         | 12 |    |

### 12 pontos
Abaixo está um resumo de todos os 12 pontos do concurso:
| N. | País          | Nação(ões) dando 12 pontos                        |
| -- | ------------- | ------------------------------------------------- |
| 5  | Ucrânia       | Finlândia, Lituânia, Polónia, Rússia, Reino Unido |
| 3  | Finlândia     | Áustria, Países Baixos, Suécia                    |
| 2  | Portugal      | Espanha, Suíça                                    |
| 1  | Irlanda       | Dinamarca                                         |
| 1  | Lituânia      | Irlanda                                           |
| 1  | Países Baixos | Grécia                                            |
| 1  | Polónia       | Alemanha                                          |
| 1  | Rússia        | Ucrânia                                           |
| 1  | Espanha       | Portugal                                          |

### Porta-vozes
A ordem em que cada país anunciou seus votos foi feita em ordem alfabética de cada país. Os porta-vozes são mostrados ao lado de cada país.
1. Áustria – Peter L. Eppinger
2. Dinamarca – Louise Wolff
3. Finlândia – Johanna Pirttilahti
4. Alemanha – Alice and Ellen Kessler
5. Grécia – George Amyras
6. Irlanda – Pamela Flood
7. Lituânia – Lavija Šurnaitė-Kairienė
8. Países Baixos – Marcus van Teijlingen
9. Polónia – Ewelina Kopic
10. Portugal – Marta Leite de Castro
11. Rússia – Like Kremer
12. Espanha – Jesús Álvarez Cervantes
13. Suécia – Ulrica Bengtsson
14. Suíça – Cécile Bähler
15. Ucrânia – Svetoslav Vlokh
16. Reino Unido – Kirsty Gallacher

## Broadcasts
Most countries sent commentators to London or commentated from their own country, in order to add insight to the participants and, if necessary, provide voting information. Among the countries that took part, Albania, Armenia, Belarus, Bosnia and Herzegovina, Cyprus, Iceland, Israel and North Macedonia also broadcast the event without sending representatives.
| País          | Emissoras                           | Comentador(es)                                           | Ref(s)                            |
| ------------- | ----------------------------------- | -------------------------------------------------------- | --------------------------------- |
| Áustria       | ORF 1                               | Andi Knoll and Nicole Burns-Hansen                       | [ 23 ] [ 24 ]                     |
| Dinamarca     | DR1                                 | Sisse Fisker and Claus Larsen                            | [ 23 ] [ 25 ]                     |
| Finlândia     | Yle TV2                             | Sirpa Suutari-Jääskö and Jaana Pelkonen                  | [ 23 ] [ 26 ]                     |
| Alemanha      | Das Erste                           | Peter Urban and Markus Sonyi                             | [ 23 ] [ 27 ]                     |
| Grécia        | NET, ERT World (delayed)            | Maria Kozakou and Iordanis Pavlidis                      | [ 23 ]                            |
| Irlanda       | RTÉ One                             | Marty Whelan and Michelle Alonzi                         | [ 23 ] [ 28 ]                     |
| Lituânia      | LRT1                                | Beata Nicholson and Virginijus Visockas                  | [ 23 ] [ 29 ]                     |
| Países Baixos | Nederland 1                         | Lucille Werner and nl                                    | [ 23 ] [ 30 ]                     |
| Polónia       | TVP2                                | Artur Orzech and Zbigniew St. Zasada                     | [ 23 ]                            |
| Portugal      | RTP1, RTP Internacional, RTP África | Isabel Angelino, Alberto Rodrigues and Marco de Camillis | [ 23 ] [ 31 ]                     |
| Rússia        | Russia-1, RTR-Planeta               | Anastasia Zavorotnyuk and Stanislav Popov                | [ 23 ]                            |
| Espanha       | TVE1, TVE Internacional             | Beatriz Pécker and Joana Subirana                        | [ 23 ] [ 32 ]                     |
| Suécia        | TV4                                 | David Hellenius and Tony Irving                          | [ 23 ] [ 33 ]                     |
| Suíça         | SF 1                                | German: Sascha Ruefer and de                             | [ 23 ]                            |
| Suíça         | TSI 1                               | Italian: Sandy Altermatt and Ruggero Sindico             | [ 34 ] [ carece de fonte melhor ] |
| Ucrânia       | Pershyi Natsionalnyi                | Timur Miroshnychenko and Oleksandra Myshko               | [ 23 ] [ 35 ]                     |
| Reino Unido   | BBC One                             | Len Goodman and Bruno Tonioli                            | [ 23 ] [ 36 ]                     |

| País                 | Emissoras              | Comentador(es)                         | Ref(s) |
| -------------------- | ---------------------- | -------------------------------------- | ------ |
| Albânia              | RTSH                   | Leon Menkshi                           |        |
| Armênia              | ARMTV                  | Felix Khacatryan and Hrachuhi Utmazyan |        |
| Bielorrússia         | BTRC                   | Dmitry Karas and Vladimir Parakhnevich | [ 37 ] |
| Bósnia e Herzegovina | BHT 1                  | Dejan Kukrić                           | [ 38 ] |
| Chipre               | CyBC 1                 | Melina Karageorgiou                    |        |
| Islândia             | RÚV (40 minutes delay) | Eva Maria Jonsdottir                   | [ 34 ] |
| Israel               | Channel 1              | Sem comentários                        |        |
| Macedônia            | MKRTV                  | Milanka Rašić                          |        |

### Audiências
| País          | Visualização  | Ref(s)        |
| ------------- | ------------- | ------------- |
| Áustria       | 0.68          | [ 34 ] [ 39 ] |
| Dinamarca     | 0.51          | [ 34 ]        |
| Finlândia     | 0.38          | [ 34 ]        |
| Alemanha      | 3.1           | [ 34 ] [ 39 ] |
| Irlanda       | 0.36          | [ 34 ]        |
| Israel        | 0.08          | [ 34 ] [ 39 ] |
| Lituânia      | ~0.65         | [ 34 ]        |
| Países Baixos | 0.76          | [ 34 ] [ 39 ] |
| Polónia       | 4             | [ 34 ]        |
| Portugal      | 1.4           | [ 34 ]        |
| Rússia        | ~2.4          | [ 34 ]        |
| Espanha       | 2.2           | [ 34 ] [ 39 ] |
| Suécia        | 1.4           | [ 34 ] [ 39 ] |
| Suíça         | 0.35 (SRF 1)  | [ 34 ] [ 39 ] |
| Suíça         | ~0.02 (TSI 1) |               |
| Ucrânia       | ~0.3          | [ 34 ]        |
| Reino Unido   | 3.8           | [ 34 ] [ 39 ] |
| Total         | ~23           | [ 34 ]        |